# Platyscelio mirabilis
Platyscelio mirabilis är en stekelart som beskrevs av Alan Parkhurst Dodd 1913. Platyscelio mirabilis ingår i släktet Platyscelio och familjen Scelionidae. Inga underarter finns listade i Catalogue of Life.